# Señorío de Mancioux
El señorío de Mancioux, junto al señorío de Saint-Martory y la baronía de Montpezat, cuya titularidad pertenecen a la rama española de la casa de Cominges (Manuel de Cominges y Tapias), es una región que se encuentra en el corazón de los antiguos estados de Cominges, junto a la antigua Abadía de Bonnefont.
El linaje de Cominges-Mancioux es una rama menor de la de los condes de Peguilhan, cuyo origen se encuentra en la persona de Guy de Cominges,  autor de la rama Cominges-Peguilhan, señor de Sainte-Foye y (por alianza) conde d'Aure (1155-  1206), séptimo hijo de Bernard III, conde de Comminges.
La familia de Comminges-Péguilhan es una de las cinco grandes familias de la nobleza inmemorial francesa que subsisten actualmente como pretendientes al trono de Francia.
La rama de los señores de Mancioux y barones de Montpezat, junto a la de los señores de Saint-Lary, son los dos únicas linajes de la Casa de Cominges que permanecen en la actualidad. Los Cominges-Mancioux descienden de Aimeric de Cominges, caballero, señor de Peghilhan y Mondilhan, etc. Tras la extinción de la rama de Cominges-Guitaut, la principal rama de la Casa de Cominges es la de los señores de Peguilhan, como así lo probó Roger Américo Agustín de Cominges-Peguilhan, marqués de Lastronque, al solicitar en 1781 el reconocimiento de los honores que le corresponde en la Corte, como descendiente de los Condes Soberanos de Cominges. El genealogista de las Órdenes del Rey, tras examinar las pruebas de nobleza, ratificó que la casa de Cominges-Peguilhan es descendiente legítima y directa de los antiguos condes soberanos de Cominges en un informe que se conserva en manuscritos de Cherin.

## Señores de Mancioux y barones de Monpezat
- Mateo de Cominges, barón de Peguiham, de Mondilhan, de Mancioux, de Monfaucon, de Martres, de Sparre, de Taurignac, de Castillon,[18]… nació en 1490, hijo de Arnaud-Guilhem de Cominges, barón de Peguilhan, de Mondilhan, …(hijo de Aimeric V Comminges , caballero, barón Péguilhan (Puyguilhem), y Clarianne de España) y de Isabel de Labarthe (hija de Arnaud Guilhem III de Labarthe, señor de Montcorneil y de Mondita de Leaumont). Se casó el 18 de julio de 1554 con María d´Aure, hija de Juan d´Aure, vizconde de L´Arbust (rama de la Casa de Cominges) y de Juana de Montaut. Tras enviudar se volvió a casar en 1530 con Francisca de Rochefort. De su primer matrimonio descienden:

1. Roger de Cominges, casado con Jeanne de Sieuras (de esta rama descienden los señores de Sieuras y los señores de Saint-Lary).
2. Nicolás de Cominges-Mancioux, que continúa esta rama.

- Nicolas de Cominges, señor de Mancioux,[19][20] barón de Montpezat. Hijo de Mathieu de Cominges-Peghilham y Jeanne Marie d'Aure, nació en 1525. Se casó el 7 de febrero de 1562[21] con Francisca de Montpezat, hija heredera de Maurivat de Montpezat, señor de Mancioux y de Isabel de Mauleón. Son padres de:

1. La condesa Isabel de Cominges, casada con Pedro d´Adoue, señor de Sailhas y de San Marcel, hijo de Raimond d´Adoue y de Magdalena, vizcondesa d´Auré.[22]
2. Roger de Cominges, señor de Mancioux, que continúa.
3. Bernard de Cominges, capitán de un regimiento de Chatillón. Decapitado en Holanda.

- Roger de Cominges, señor de Mancioux y de San Martory.[23] Hijo de Nicolas de Cominges-Mancioux y Françoise de Montpezat, nació en 1565. Insignia de la compañía del conde de Candale. Se casó el 13 de septiembre de 1604[24] con Germana de Roquefort,[25] hija de Hector de Roquefort, señor de La Hitte y de Luisa de Montesquieu, son padres de Jaime de Cominges, que sigue a continuación. Se volvió a casar en 1615 con Ana de L´Isle de Paillas.
- Jaime de Cominges, señor de Mancioux y de Montpezat. Hijo de Roger de Cominges-Mancioux y Germaine de Roquefort, nació en 1607. Se casó el 28 de febrero de 1628[26] con Luisa de Bordes,[27] son padres de:

1. María de Cominges (1628-1748),[28] casada con Reger de Villemur.[29]
2. Alejandro de Cominges (1649- ), muerto joven.
3. Juan Jaime de Cominges (1699- ), desheredado por su padre, casado con Anne de Vendomois y con Jeanne Berne.
4. Luis de Cominges, que heredó a su padre en detrimento de su hermano.
5. Germana de Cominges, casada el 3 de agosto de 1681 con Francisco de Diregne, señor de Perget, viudo de Clara de Montpezat.
6. Luisa de Cominges, fallecida el 13 de abril de 1698.

Jaime de Cominges se volvió a casar el 13 de julio de 1693 con Gabrielle de Mostron (1656-1706). Jaime y Gabrielle de Mostron son padres de dos hijos: 
1. Marie de Cominges ( †1748).[31] casada el 27 de mayo de 1715 con Hugues de Latour de Saint Ignan, son padres de cinco hijos.[32]
2. Jean-François de Cominges,[33] sin descendencia.

- Luís de Cominges, hijo de Jaime de Cominges y Luisa de Bordes, señor de Mancioux y de San Martory, barón de Montpezat.[34] Presentó las pruebas de sus títulos nobiliarios ante el Sr. Pelletier de la Houssaye, intendente de la generalidad de Montauban,[35] y se mantuvo en la sentencia del año 1698.[36] Nació en 1655. Falleció el 17 de marzo de 1722.[37] Se casó el 13 de julio de 1693 con Gabriela de Sauton de Monstron d´Escouloubre.[38] Son padres de dos hijos:

1. Juan Francisco de Cominges. Nacido en marzo de 1694[39] y fallecido el 26 de marzo de 1694.
2. María de Cominges, heredera de esta rama. Fallecida el 19 de febrero de 1748 en Landorthe. Casada el 11 de abril de 1715 con Hugo de La Tour, señor de Landorthe.

- Juan Jaime de Cominges-Mancioux. Hijo de Jaime de Cominges-Mancioux y Luisa de Bordes, hermano mayor del precedente, Luis de Cominges. Desheredado por su padre tras casarse con Maria Malard. Su descendencia es la única rama masculina que perdura de la casa de Cominges-Mancioux. El 14 de diciembre de 1678 contrato de matrimonio[40] con Anne de Vendomois,[41][42] hija de Melchior de Vendomois y Marie de Mauleon de Durban. Tras enviudar, Juan Jaime de Cominges se volvió a casar el 23 de junio de 1699 en Sentenac-d'Oust (Ariège), con Jeanne Malard, son padres de Pedro de Cominges, que continúa.
- Pedro de Cominges, hijo de Juan Jaime de Cominges-Mancioux y Jeanne Malard, nacido antes de 1708 en Alos (Ariège). Fallecido el 4 de septiembre de 1791 en Prat (Ariège), a la edad de 93 años. Contrajo matrimonio con Therèse Gachein el 20 de abril de 1728. son padres de Juan de Cominges, que continúa.
- Juan de Cominges, hijo de Pedro de Cominges y Therèse Gachein, casado el 10.02.1765[43] con María Ana Martres,[44] hija de Vicente Martrés[45] y Bertrande Caxtés, son padres de Pedro de Cominges, que continúa:
- Pedro de Cominges. Hijo de Juan de Cominges y Marie Anne Martrés, nacido el 8 de marzo de 1785 en Prat (Ariège).[46] Casado en España con Joaquina Mallor y Galicia de Salinas, son padres de:
- Antonio de Cominges y Mallor. Hijo de Pedro de Cominges Martrés y Joaquina Mallor y Galicia de Salinas, nacido en Badajoz (España) el 7.09.1815, falleció en 1890, Madrid. Caballero de Gracia de la Orden Militar de Malta. Decano de los Gentilhombres de la reina Isabel II y del rey Alfonso XII. Casado en 1860 con Juliana Calvo y Grande, son padres de Manuel de Cominges y Calvo, que sigue.
- Manuel de Cominges y Calvo. Hijo de Antonio de Cominges Mallor y Juliana Calvo Grande, nació en Aranjuez (Madrid) en 1861. Caballero de la orden de Isabel I la Católica y de San Olaf de Noruega. Decano de los gentilhombres de Su Majestad el rey Alfonso XII de España. Director general de Aduanas. Casado en 1893 con María Victoria Tapias Pérez, son padres de:

1. Carola de Cominges y Tapias, casada con Ramón Beamonte del Río (1899-1978).
2. María Victoria de Cominges y Tapias (1893-1974), casada con Vicente Lafuente Baleztena (1882-1970).
3. Manuel de Cominges y Tapias (1895-1945), que continúa.
4. Antonio de Cominges Tapias(1897-1987).
5. Francisco de Cominges y Tapias.

- Manuel de Cominges y Tapias. hijo de Manuel de Cominges Calvo y Victoria Tapias Pérez, nació en 1895 en Vigo (España). Gentilhombre de Su Majestad el rey Alfonso XIII de España. Casado el 31 de agosto de 1928 con María del Pilar Bárcena de Castro, hija de Manuel Bárcena Andrés y Obdulia de Castro y Montenegro, condes de Torrecedeira. Son padres de cinco hijos: María del Pilar; Manuel; Carlos; Marta y Alfredo de Cominges.